# (2825) Crosby
(2825) Crosby est un astéroïde de la ceinture principale.

## Description
(2825) Crosby est un astéroïde de la ceinture principale. Il fut découvert par Cyril V. Jackson le 19 septembre 1938 à Johannesbourg (UO). Il présente une orbite caractérisée par un demi-grand axe de 2,24 UA, une excentricité de 0,173 et une inclinaison de 3,521° par rapport à l'écliptique.
Il fut nommé en l'honneur de Bing Crosby (1903-1977), chanteur et acteur américain.

## Compléments